# Porterandia cladantha
Espèce
Porterandia cladantha (K. Schum.) Keay est aussi connu sous les synonymes de Aoranthe cladantha (K. Schum.) Somers et Randia cladantha K. Schum. Cette plante de la famille des Rubiaceae se trouve dans les régions du Cameroun, Gabon, République centrafricaine et Nigéria. Ses noms vernaculaires sont : mombendja (République centrafricaine) et tseghe (Gabon).

## Description
Ce petit arbuste d’Afrique tropicale fleurit souvent avant d’atteindre 15 m de haut. Sur les arbres plus âgés on peut retrouver sur l’écorce des fissures profondes. Les stipules sont oblongues à fine pubescence, les limbes glabres dessus, pubescents roux dessous d’environ 15-30 x 7-14 cm, la base étant plus ou moins atténuée et le sommet obtus ou largement arrondi. Les fleurs sont blanches, velues et rousses à l’extérieur. Le fruit est elliptique jaune et indistinctement côtelé.

## Utilité
Les feuilles sont utilisées pour panser les plaies, dans le traitement des affections dermatologiques, l’eczéma ou comme analgésique.